# Julian Stelmachów
Julian Cyryl Stelmachów (ur. 12 lutego 1889, zm. 1940 w ZSRR) – major piechoty Wojska Polskiego, inwalida wojenny, ofiara zbrodni katyńskiej.

## Życiorys
Urodził się 12 lutego 1889 roku, w rodzinie Jana. W czasie I wojny światowej walczył w szeregach c. i k. armii. Na stopień podporucznika został mianowany ze starszeństwem z 1 stycznia 1916 roku w korpusie oficerów rezerwy piechoty. Jego oddziałem macierzystym był Galicyjski pułk piechoty nr 30 ze Lwowa.
25 listopada 1920 roku został zatwierdzony z dniem 1 kwietnia 1920 roku w stopniu porucznika, w grupie oficerów byłej armii austro-węgierskiej. Służył w 9 pułku piechoty Legionów w Zamościu. 3 maja 1922 roku został zweryfikowany w stopniu kapitana ze starszeństwem z dniem 1 czerwca 1919 roku i 783. lokatą w korpusie oficerów piechoty. W grudniu 1923 roku został przydzielony z 9 pp Leg. do PKU Pińczów na stanowisko II referenta. W kwietniu 1924 roku został przydzielony do PKU Stryj na stanowisko I referenta. W lutym 1926 roku, po reorganizacji komendy, został wyznaczony na stanowisko kierownika I referatu administracji rezerw. 23 grudnia 1927 roku został przeniesiony do kadry oficerów piechoty z pozostawieniem na dotychczas zajmowanym stanowisku. 18 lutego 1928 roku został awansowany do stopnia majora ze starszeństwem z dniem 1 stycznia 1928 roku i 15. lokatą w korpusie oficerów piechoty. W lipcu 1929 roku został przesunięty na stanowisko pełniącego obowiązki komendanta PKU Stryj, a w marcu 1932 roku zatwierdzony na tym stanowisku. W marcu 1934 roku został zwolniony ze stanowiska komendanta i oddany do dyspozycji dowódcy Okręgu Korpusu Nr VI, a z dniem 31 lipca tego roku przeniesiony w stan spoczynku. 
Po wybuchu II wojny światowej i agresji ZSRR na Polskę z 17 września 1939 został aresztowany przez funkcjonariuszy NKWD. W 1940 został zamordowany, a jego nazwisko figuruje na Ukraińskiej Liście Katyńskiej. Ofiary tej części zbrodni katyńskiej zostały pochowane na otwartym w 2012 Polskim Cmentarzu Wojennym w Kijowie-Bykowni.

## Ordery i odznaczenia
- Krzyż Walecznych[1]
- Złoty Krzyż Zasługi (10 listopada 1938)[21][22]
- Srebrny Medal Waleczności 2 klasy (dwukrotnie, Austro-Węgry)[23]